# 伊夢蘭
伊夢蘭（1930年—2014年6月28日），生於南京，攝影記者，曾任職僑光社、行政院新聞局、時事通訊社及泛亞通訊社等，為台灣第一位女攝影記者。

## 生平
19歲時，由南京至上海唸大學。1949年4月29日，隨國民政府部隊，由上海撤退到台灣，身上只有12塊錢袁大頭及兩條金項鍊。在台北市，應徵進入青年軍雄獅部隊文工團，參與勞軍演出。後又到萬歲話劇團，擔任演員。因自覺不適合演藝生涯，改至廣播電台擔任主持人。
因《攝影新聞》創辦人陳蘆隱，需要一位影劇記者，伊夢蘭在電台之外，開始兼職，學習攝影。1957年進入攝影新聞報，正式成為文字記者兼攝影記者。
在攝影新聞後，伊夢蘭至僑光社擔任攝影記者，曾參與八二三砲戰採訪，也曾訪問蔣介石與宋美齡。後被延攬至新聞局負責台灣相關紀錄片的執行製作，在此工作四年，也兼差為泛亞通訊社工作。因為新聞局不准兼差，伊夢蘭後來決定離開新聞局，專任泛亞社記者。
1969年泛亞社被日本時事通訊社收購後，伊夢蘭成為日本時事通訊社駐台記者。在此工作直到1999年退休。
2014年6月28日傍晚在家中準備外出與家人用餐時突然心臟病發，至當天5時30分辭世，享壽84歲。伊夢蘭生前交待後事一切從簡，僅在同年7月5日於台北市立第一殯儀館家祭。